# 생방송 아침이 좋다 (텔레비전 프로그램)
《생방송 아침이 좋다》는 매주 평일 오전에 대전MBC TV로 방송되었던 텔레비전 프로그램이다.

## 슬로건
- 아침이 즐거우면 하루가 행복합니다.

## 기획 의도
아름다운 미담, 화제의 현장, 지역축제, 시청자와 함께하는 체험, 문화가소식 등 지역의 이야기를 매일 소개하는 대전 세종 충남 지역 밀착 정보프로그램

## 방송 시간
| 방송 채널  | 방송 기간                         | 방송 시간                                     |
| ---------- | --------------------------------- | --------------------------------------------- |
| 대전MBC TV | 2011년 1월 3일 ~ 2020년 7월 24일  | 매주 월요일 ~ 금요일 아침 8시 30분 ~ 9시 30분 |
| 대전MBC TV | 2020년 7월 27일 ~ 2021년 1월 29일 | 매주 월요일 ~ 금요일 아침 7시 50분 ~ 8시 50분 |

## 역대 MC
- 김경섭 아나운서
- 이경림 MC
- 임세혁 아나운서
- 최지영 아나운서
- 이영주 아나운서
- 이여진 아나운서
- 김보은 아나운서
- 박가영 아나운서
- 서수진 아나운서
- 남상미
- 박윤희 아나운서
- 김지원 아나운서
- 박종훈

## 같이 보기
- 생방송 오늘아침